# Germano (ur. 1981)
Germano, właśc. Germano Borovicz Cardoso Schweger (ur. 21 marca 1981 w Toledo, Paraná) – brazylijski piłkarz polskiego pochodzenia. Gra na pozycji defensywnego pomocnika. Obecnie występuje w Sport Club do Recife.